# Алђе
Алђе (мађ. Algyő) је село у Мађарској, јужном делу државе. Село управо припада Сегединском срезу Чонградско-чанадске жупаније, са седиштем у Сегедину.

## Географија
Насеље Алђе налази у јужном делу Мађарске, близу Сегедина, чије је северно предграђе.
Подручје око насеља је равничарско (Панонска низија), приближне надморске висине око 78 m. Источно од насеља протиче Тиса.

## Становништво
Према подацима из 2013. године Алђе је имало 5.046 становника. Последњих година број становника опада.
Претежно становништво у насељу су Мађари (98%) римокатоличке вероисповести. Остало су махом Цигани.